# حي الثورة (القطن)
حي الثورة هو أحد أحياء مدينة القطن في محافظة حضرموت اليمنية. يبلغ تعداد سكانه 5018 نسمة حسب التعداد السكاني في اليمن لعام 2004.